# 機場特警組

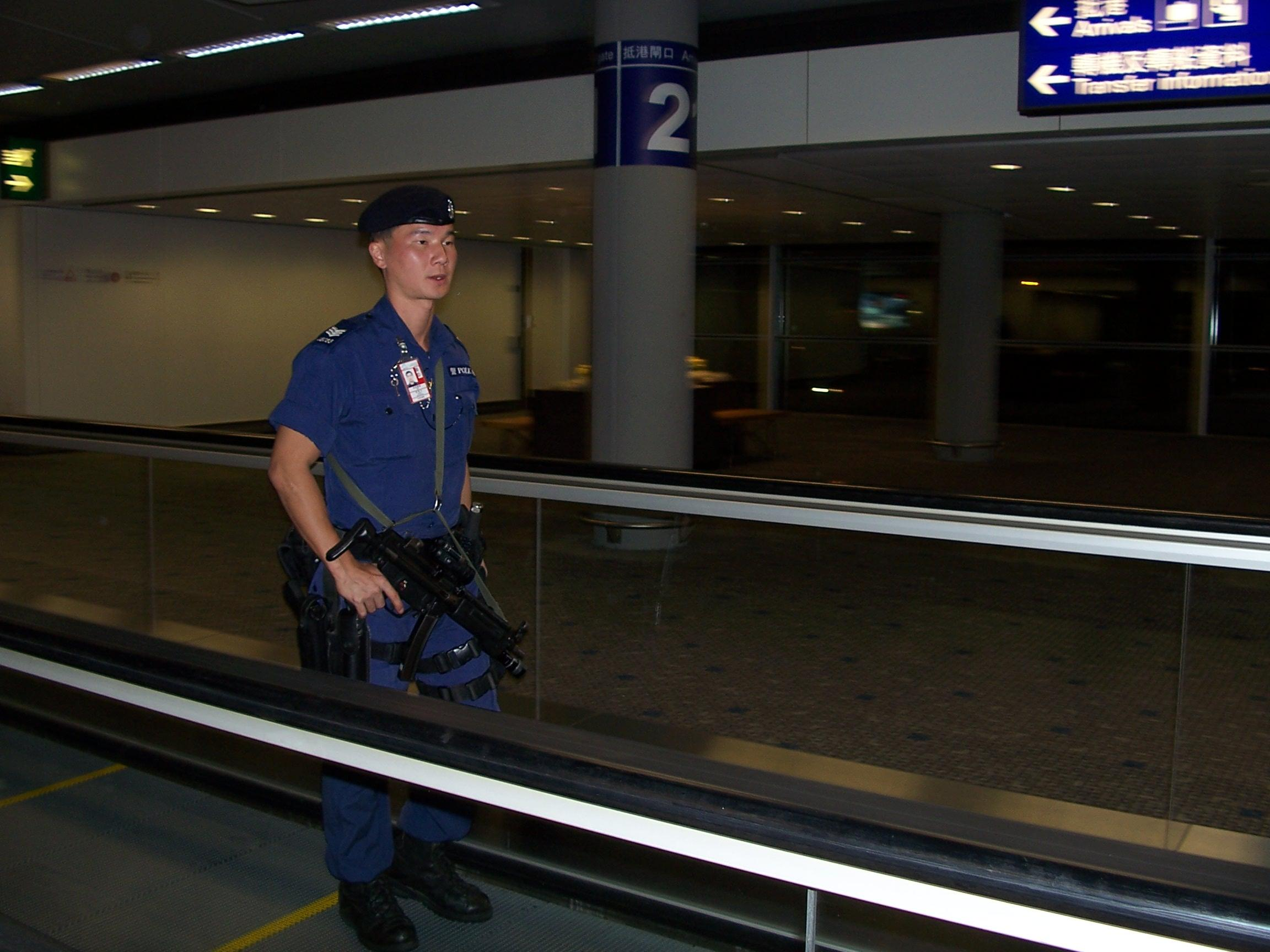
機場特警組巡邏中

機場特警組（副名：機場特警，縮寫：ASU）前稱機場保安隊，前身為特別行動隊（英文：Special Action Squad，縮寫：SAS），於1977年11月14日成立，隸屬於香港警務處行動處行動部新界南總區機場警區，為準軍事化特種警察部隊，主要責任為維持機場警區（包括香港國際機場及其他的基礎設施）的公共及航空安全（包括處理劫機及拯救人質等）、反恐、要員保護及災難支援等。為了保護機場警區，機場特警組日常執行不同類型的高姿態巡邏，包括機動性巡邏、戰術性巡邏、高空巡邏及反恐巡邏。

## 組織
- 機場特警組：由一名總督察出任主管，部份人士曾經駐守於特別任務連。
  - 行動小隊：由一名高級督察領導。
  - 訓練及支援小隊：主要責任為籌備及主持訓練事務，並且合作舉辦《聯合招募計劃》，遴選人員。教官均曾經駐守於行動小隊，日常與投考人以至正規人員一同訓練，於需要時可以參與行動。由一名高級督察領導。
- 曾經存在組別：狙擊手隊，考慮到警察力量調度配置後，於1999年解散。

## 歷史

### 前導
1975年年中，外國再度傳聞有恐怖份子欲借慕尼黑慘案的聲勢，到世界各地破壞漢莎航空的民航飛機。在英國陸軍特種部隊特種空勤團的建議下，特別任務連的一支小隊被派遣往英國接受特種空勤團訓練。

### 特別行動隊成立
1977年11月14日，由英國返回香港的5名人員小隊所組成的特別行動隊成立，長期駐守於啟德機場候命。

### 改組為機場保安隊
1978年年初起，特別行動隊主動執行高姿態巡邏。當時，特別行動隊由一名高級督察領導，共24名人員（從特別任務連招募），戴佩雷帽、著（普通的）軍裝及穿長靴，手持雷明登700步槍執勤。幾個月後，警務處決定擴大特別行動隊的職務及功能，將其改變組織為機場保安隊，轉型為一支專業化的特種警察部隊，並且從特別任務連招募人員以擴充其編制，以及策劃一項航空保安巡邏系統，於1978年5月21日起正式執行與現時形式相同的職務。1970年代末期，機場保安隊擴充編制至40名，及添加一名督察出任副主管。

### 更名為機場特警組
1998年7月，香港國際機場搬遷後，機場保安隊為了避免香港市民及旅客將其與機場保安有限公司混淆，並且特顯其特種警察部隊身份，更改名稱為機場特警組；與此同時，擴充編制至94名，升格由一名總督察出任主管，由4名高級督察出任副主管。此外，考慮到警察力量調度配置後，狙擊手隊於1999年解散。
2001年九一一襲擊事件後，機場特警組加強與外國機場的反恐隊伍交流，互相派遣人員接受共同訓練，學習最新穎的反恐戰術及交換情報等。
2003年1月，首次有女性警務人員（警員張美蘭，為了應付投考要求而練習了體能一年）；督察級首位為高級督察傅逸婷──為爆炸品處理課首位女性警務人員，及機場特警組歷來第二位女性警務人員。）；截至2013年12月，機場特警組成立以來，合共僅7名女性警務人員曾經駐守。同年5月初，機場特警組戰術訓練場啟用。
2007年，機場特警組擴充編制增加至104名。
2010年9月9日，位於機場警區的第二座訓練場──機場警區障礙訓練場啟用。
2012年1月，由時任主管總督察羅達誠領導的3人機場特警組代表團先後訪問了負責英國兩座主要飛機場（倫敦希斯路機場及倫敦格域機場）航空安全的倫敦警察廳及薩塞克斯警察，研究及評估航空業界面臨的挑戰及新形勢。代表團首先參觀了倫敦警察廳航空安全行動指揮部及出席了多個涉嫌範圍廣泛及觸及很多不同課題的簡報會，內容包括對付恐怖活動中面對的挑戰、倫敦奧運的保安策劃及籌備，以及裝備配置、槍械使用、戰術及訓練。其後訪問了薩塞克斯警察及出席多個研討會，探討應變方案、空難、社區警政、情報蒐集及應付重大事故的警務策略，並且參觀了薩塞克斯警察位於倫敦格域機場客運大樓的設施及人員在反恐檢查站的行動。
基於亞洲太平洋經濟合作組織財政部長會議將會於2014年9月假香港舉行，機場特警組時任主管總督察葉本儒表示將會加強收集情報及執行防禦性的搜查，針對每位訪問香港的政治要員進行獨立的風險評估，以及加強與要員保護組聯繫，根據結果作出部署。2013年12月20日，機場特警組邀請各香港傳媒在機場特警組戰術訓練場觀賞其演習，及在機場警區障礙訓練場了解其訓練情況。

## 遴選訓練

### 1997年

#### 遴選測試、遴選
1997年，機場保安隊舉行香港國際機場遷往赤鱲角島前的最後一次招募，投考程序包括為期一日的遴選測試及為期3日的遴選，主要測試投考人的團體精神、領導才能、在承受壓力下面對困難的克服性、對使用各種武器的信心、智能以及基本體能。遴選中的體能部份有限，要求亦僅中上；當年考官主要發掘具備潛能的投考人，於投考人成功通過遴選及加入機場保安隊後，再安排人員接受循序漸進的專業體育發展及體能提升計劃。

#### 基本訓練課程
成功通過遴選的投考人，會進入為期8週的基本訓練課程（英文：Basic Training Course），由機場保安隊主辦，部份項目由特別任務連、要員保護組、爆炸品處理課、警察搜查隊、警察談判組及醫療輔助隊提供。

#### 持續訓練
成功通過上述所有階段的投考人，方能成為正式一員。往後，人員於每日當值（10小時）的首一個半小時，均需要進行體能及戰術訓練，及接受每週一日全面性的特別訓練。當人員累積一定經驗後，會被安排接受各種專門訓練。

### 2001年至今
因為以往機場特警組與特別任務連各自舉辦招募，使到有興趣的人員因為時間衝撞，而未能夠參加兩邊同時間舉行的招募，使到兩個單位各自可能錯失有潛質的人員。2001年開始，特別任務連與機場特警組共同舉行聯合招募計劃，以節省重複遴選時間及訓練資源，並且有利於單位間的內部人手調配，吸引更多人員投考，為到每年逾80至逾110名投考人提供更多特種警察發展途徑選擇機會。至2013年，反恐特勤隊亦加入聯合招募計劃。

#### 面試
投考加入機場特警組的人員須有至少3年年資，服務紀錄良好、視力良好，於該職級服務期間曾經駐守於警察機動部隊擁有優勢，現役特別任務連、反恐特勤隊、跟蹤支援隊、要員保護組及保護證人組人員獲得優先考慮。獲得所屬主管的推薦後，投考人會接受面試，內容包括了解投考人投考的動機、了解投考人的膽識、性格及對恐怖組織的認識等。

#### 遴選測試
成功通過面試的投考人會進入為期一日的遴選測試（英文：pre-selection；通常於每年9月首週或者10月首週舉行），以測試投考人的體能是否有能力應付基本遴選內容：
甲部份：時間限制於40分鐘內完成全部項目（甲級等於3分、乙級等於2分、丙級等於1分，丁級等於無分），設有最低確實數值要求（詳細資料於括號內），投考人於任何一小項中不達到最低要求，就自動被取消繼續參與遴選的資格。
1. 4.8公里跑步（最低丙級）：甲級‧18分鐘以下、乙級‧18至20分鐘、丙級‧21至24分鐘、丁級‧24分鐘以上
2. （正手）引體上升（最低乙級、最少13次）：甲級‧18次以上、乙級‧13至17次、丙級‧8至12次、丁級‧7次或以下
3. 掌上壓（最低丙級、最少45次；實際上需要完成至少200次才符合機場特警組的標準[24]）：甲級‧61次以上、乙級‧51至60次、丙級‧40至50次、丁級‧39次或以下
4. 仰臥起坐（最低丙級、最少55次）：甲級‧81次以上、乙級‧61至80次、丙級‧40至60次、丁級‧39次或以下
5. 蹲腿府撐（最低乙級、最少40次）：甲級‧50次上、乙級‧33至49次、丙級‧16至32次、丁級‧15次或以下
6. 壓體上升（最少18次）：
7. 前臂彎舉（每邊手各舉16磅啞鈴，最低丙級、最少75次）：甲級‧151次以上、乙級‧101-150次、丙級‧60-100次、丁級‧59次或以下
8. 肩上推（每邊手各舉16磅啞鈴，最少60次））：
9. 臥推舉（最少150磅）：
10. 250米游泳：

乙部份：
- 10公里跑步測試：時間限制於47分鐘內完成

丙部份：
- 1公里游泳測試：時間限制於32分鐘內完成

#### 身體檢查
通過遴選測試的投考人，會於同月月中被安排接受全面性的身體檢查。

#### 基本遴選
成功通過身體檢查的投考人，會被安排進入為期4日、由機場特警組、反恐特勤隊及特別任務連共同主辦的基本遴選（英文：Basic Selection，通常於每年10月首週一或者11月首週一舉行，與遴選測試相隔一月），當中包括智能、體能（包括掌上壓、舉啞鈴、搏擊、負重（沙包及大杉等）長跑、長途游泳（從水警北分區──馬料水水警基地，游往丫洲等）、跳水及徒手潛水等）、射擊、意志力、壓力管理、面對困難的克服性、應變能力（包括安排兩名投考人為一組，要求投考人在僅配備一條繩子的情況下，構想如何兩人在不沾水的情況下渡河，並且完成該任務）、心理測試、能力傾向、團體精神及領導才能測試等等。每年舉行的基本遴選，通常結果有1/3投考人被淘汰。於2013年舉行的基本遴選，有約70名人員投考，結果只有逾10名通過。

#### 專門部隊基本訓練
成功通過基本遴選的人員被挑選後，會被安排接受為期6週、由機場特警組、反恐特勤隊及特別任務連共同主辦的專門部隊基本訓練（英文：Specialist Unit Basic Training，縮寫：SUBT），內容包括：體能訓練、武力控制技巧、搏擊、槍械使用（根據統計，在訓練過程中，人員均需發射逾1,500發子彈）、反恐知識、野外定向（包括地圖使用及觀星定位等）、基本都市戰術、基本郊野戰術、室內近身作戰、戰術運用、面對突發事件的應變能力、由爆炸品處理課教授的爆炸品處理、由要員保護組教授的要員保護、由警察搜查隊教授的反恐安全保障搜查及由警察談判組教授的談判等等。其中基本都市戰術，內容包括觀察、地圖知識、小隊掩護、建築物及直升機快速遊繩垂降及強攻進入（Force entry）等等；基本郊野戰術訓練則包括了觀察、地圖知識、尋找掩護及埋伏點及小隊協調等等。每年舉行的專門部隊基本訓練，通常結果只有約20至30名投考人通過。

#### 機場特警組高級訓練
成功通過專門部隊基本訓練的投考人，會進入為期4週的機場特警組高級訓練（英文：Airport Security Unit Advanced Training，通常於每年12月舉行），內容包括：航空安全條例、針對香港國際機場所研製的戰術及處理核生化武器等。每年舉行的機場特警組高級訓練課程，通常結果只有約15至20名投考人通過。

#### 認知課程
成功通過機場特警組高級訓練的投考人，會進入為期兩週的認知課程。

#### 最後篩選
成功通過上述所有階段的投考人經過最後篩選後，方能成為正式一員。

## 培訓
加入機場特警組的任期為最少3年，人員每日當值（10小時）的首個半小時均需要接受（包括搏擊及壓點控制在內的）體能鍛鍊及戰術訓練，及每週一日的全面性特別訓練（包括專業培訓課程以及考核等等）。另外，機場特警組每年均舉辦年度體能考試，如果人員表現未如理想，會被即時辭退。
相關參見 機場特警組戰術訓練場及機場警區障礙訓練場
除了使用上述兩座警察訓練設施及其他實際環境外，機場特警組亦借用國泰航空的國泰城飛行培訓中心作為戰術訓練用途。

### 到院前創傷生命支援術
到院前創傷生命支援術（英文：Prehospital Trauma Life Support，縮寫：PHTLS）為由香港警務處與香港聖約翰救傷會合作舉辦的課程，內容由美國緊急醫療技術人員協會及美國外科醫學院擬備，為期兩日在香港聖約翰救傷會總部舉行，由具備資格及在到院前創傷生命支援術範疇服務中的在職醫生、護士和救護人員擔任導師，專門供予具備高級急救資格的警務人員修讀。課程旨在評估人員對處理嚴重受傷個案的知識（包括運動學中的創傷及生理學及病理學等）以及根據處境情況所採取的即時生命支援治療的技巧（包括驗傷、脊椎制動及氣道處理等）及水平。成功通過考核的人員將會獲得緊急醫療技術人員協會頒授到院前創傷生命救援技術證書。

### 警察輔助醫療急救課程
警察輔助醫療急救課程（英文：Police Paramedic Training Programme，縮寫：PPTP）於1995年起教授，是由香港警務處和醫院管理局合作舉辦的專業化急救及醫療訓練課程，用以專門訓練部分香港警務處部門的警務人員，人員接受訓練後會成為警察輔助醫療急救人員（英文：Police Paramedic Cadre，縮寫：PPC）；所獲得的資格，相等於一名擁有二級緊急輔助醫療資格的香港消防處救護隊目。課程由香港警務處顧問編排，為全球獨一無二的戰術及行動醫學的課程。為期10日的密集式訓練（包括到醫院實習）內容包括：氣道及呼吸的處理、中心靜脈導管、靜脈注射及輸液法、創傷處理、縫針技巧、高級心臟支援術、分流和災難應對、細菌、化學污染、輻射、核生化及恐怖襲擊處理等等。通過基本訓練後，人員將會被派往醫院急症室實習。為求掌握高水平的急救技巧，人員亦必須持續地複修有關的訓練課程。

### 警察導向戰術急救醫療課程
警察導向戰術急救醫療課程（英文：Police Oriented Tactical Emergency Medicine Course，縮寫：POTEM）於2006年11月起教授，由香港警察學院的3位醫療顧問設計，分別是醫院管理局新界東醫院聯網急症科統籌專員暨雅麗氏何妙齡那打素醫院急症科部門主管陳德勝醫生、新界西醫院聯網矯型及創傷學組聯網部門主管周育賢醫生和香港中文大學外科學系意外及急救醫學教學單位的郭浩祺教授，為專業化的戰術急救訓練]課程，分為3個層次──初級、基本以及高級訓練，用以專門分別培育訓練部分香港警務處部門的警務人員，人員接受訓練後會成為警察醫療員（英文：Police Medic），在戰術環境、突發事故或者災難現場發生時為到傷者提供緊急醫療服務，避免救援及緊急醫療隊伍可能因為環境、時間及能力的阻礙而無辦法第一時間深入現場照顧傷者，延誤救治。
機場特警組人員需要接受當中為期8日、針對特別行動單位的行動需要而設計的高級訓練課程，課程內容涵蓋初基訓練課程中的日常警察事務期間所遇到的受傷事故，包括急救醫療集體打鬥所引起的創傷、爆炸或從高處墮下受傷以及四肢骨折等等技巧；基本訓練課程的戰術急救醫學、運輸醫學，以及槍傷和生化事故導致受傷個案的處理；以及高級訓練課程獨有的在戶外各種不同的模擬行動中進行訓練。

## 已知裝備

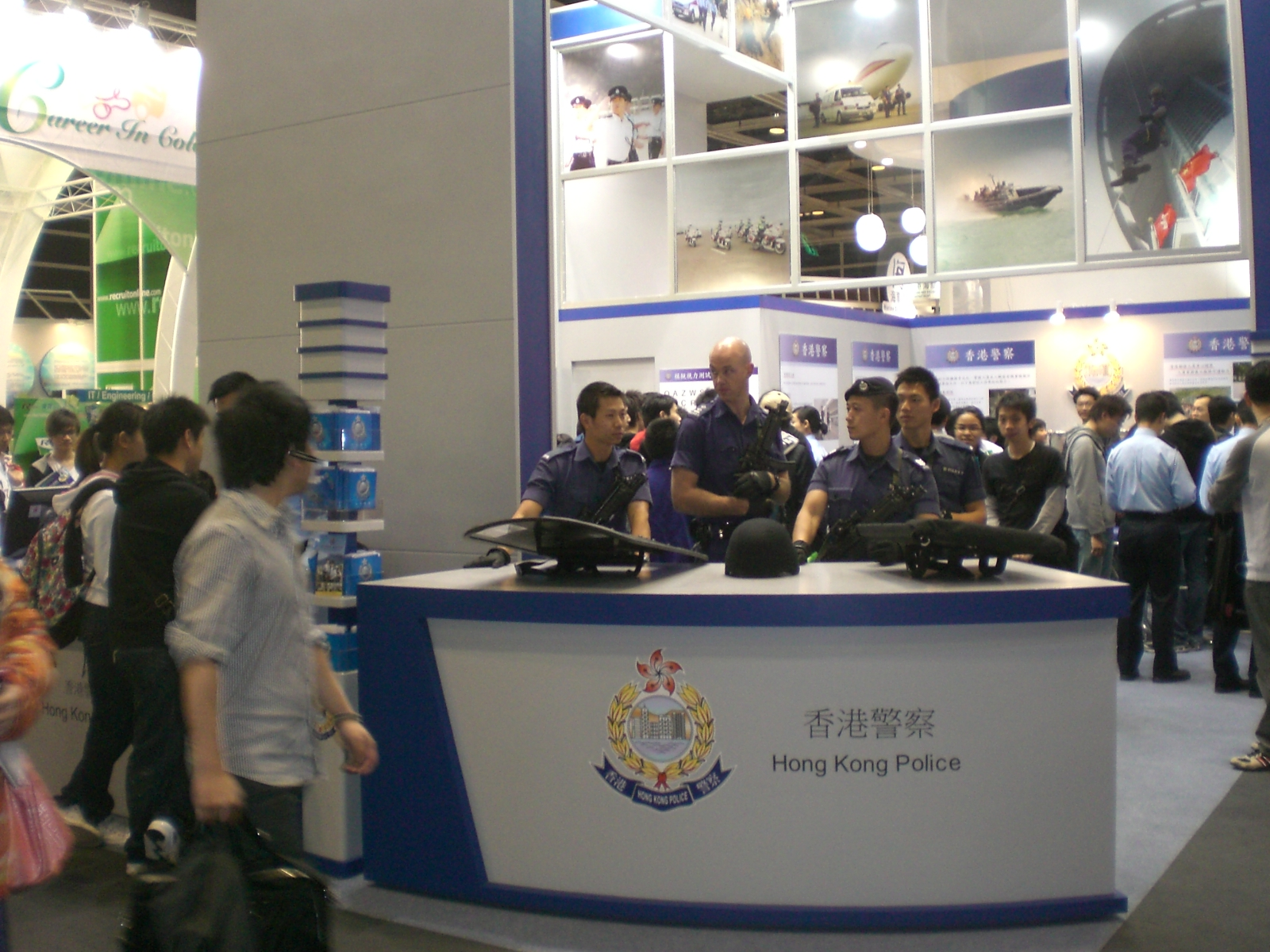
機場特警組於2008年教育及職業博覽的香港警察攤位中，展覽武器及裝備

每名機場特警組人員的隨身裝備共重逾35磅，於行動時，增加至共重逾50磅。下列為已經曝光、記錄過或公開過的裝備。

### 通訊器材
- Motorola Solutions MTP850
- 耳鼓傳導對講系統
- 螢光棒
- 強力望遠鏡
- 夜視鏡
- 雷射指標器

### 醫療設備
- 急救包
  - 金屬保溫氈
- 自動體外心臟去顫器
- 長脊椎板
- 呼吸輔助器
- 醫療氧器
- 脈搏血氧定量計

### 個人裝備
- 軍綠色訓練蛙服
- 作戰服 
  - 深藍色工作服
  - 舊款深藍色蛙服
  -  5.11 Rapid Assault
  -  Crye Precision G3 LAC
  -  固固抗炎熱版深藍色阻燃戰術蛙服
- 防彈盔
  -  Ops-Core FAST Ballistic
  -  Ops-Core FAST XP High Cut
- 防爆風鏡
  -  Bolle X800
- 戰術電筒
  -  INFORCE 系列 (M4)
  -  SUREFIRE 328LMF-B (MP5)
  -  STEARMLIGHT TLR-2 HL® GUN LIGHT (Glock 17)
- 瞄準鏡
  -  Aimpoint Comp M2紅點鏡（供HK MP5A3衝鋒槍使用）
  -  Aimpoint（英语：Aimpoint） Pro紅點鏡（供KAC SR-16突擊步槍使用）
  -  Aimpoint 3XMag放大鏡（供KAC SR-16突擊步槍使用）
- 抗噪耳機
  -  3m Peltor Tactical 6s
  -  Safariland LIBERATOR IV Headset
  -  FCS AMP military police version Headset
- 防毒面具
  -  AVON S-10
  -  AVON FM54
- 槍套
  -  Safariland 6004
- 戰術背心
- 防彈攜板背心
  -  ESKI GBV-200907 分拆式戰術背心
  -  MSA Paraclete RMV
- 防生化衣
- 遊繩手套
- 緊急遊繩戰術腰帶
- 護膝
  -  ALTA 50413
- 戰術靴
  -  Reebok Nano X1
  -  HAIX Airpower系列戰術靴
  -  Lowa Zephyr GTX Hi TF-Black
  -  Merrell Moab 3.8 Tactical GTX
- 防暴盾（長盾）
  - 以聚碳酸酯物料造，防火及防刺破，高1.65米。
- 防彈盾
  -  ESKI SC-190424 PE 防彈盾牌
  -  GEAR INDUSTRIES SHS-6 STRIKE HANDHELD SHIELD 定制版

### 個人武器

#### 手槍
| 武器名稱       | 原產地 | 備註             | 服役年份    | 參考資料      |
| -------------- | ------ | ---------------- | ----------- | ------------- |
| FN GP35 HP Mk3 | 比利时 | -                | 1977—2002年 | -             |
| 克拉克17       | 奥地利 | 現役為第三代型號 | 2002年—     | [ 42 ] [ 43 ] |

#### 衝鋒槍
| 武器名稱 | 原產地         | 備註       | 服役年份 | 參考資料 |
| -------- | -------------- | ---------- | -------- | -------- |
| 史特林   | 英国           | -          | 已退役   | -        |
| HK MP5A3 | 德国           | 配備紅點鏡 | 現役     | -        |
| CS/LS7   | 中华人民共和国 | 僅一支     | 2024年—  | -        |

#### 半自動步槍／突擊步槍
| 武器名稱            | 原產地 | 備註 | 服役年份 | 參考資料 |
| ------------------- | ------ | ---- | -------- | -------- |
| 柯特AR-15 Sporter I | 美国   | -    | 已退役   | -        |
| KAC SR-16 M4        | 美国   | -    | 現役     | -        |

#### 狙擊步槍
| 武器名稱  | 原產地 | 備註 | 服役年份  | 參考資料 |
| --------- | ------ | ---- | --------- | -------- |
| 雷明登700 | 美国   | -    | 1977年—？ | -        |
| HK PSG1   | 德国   | -    | -         | -        |

#### 散彈槍
| 武器名稱 | 原產地 | 備註 | 服役年份 | 參考資料 |
| -------- | ------ | ---- | -------- | -------- |
| 伯奈利M1 | 義大利 | -    | -        | -        |

### 戰術裝備
- 胡椒噴劑
- 伸縮警棍[44]
- 戰術筆
- 戰術刀
- 閃光彈
  - 包括循環再用款式。
  - 連爆閃光彈
    - 包括循環再用款式。
- 煙霧彈
- 震撼彈
  - 英國製造，重約半磅，價值2,000港元一枚，設計有11個窿口，於3秒內可以連續爆發出11次震耳欲聾的巨響（最高達至175分貝）以及發出等同於2,000,000支燭光同時間所閃亮出的刺眼強光，可以致使疑犯短時間內暫時盲聾，使到疑犯頓時喪失反抗能力[45]。
- 催淚彈

### 爆破工具
- 鐵筆
- 壓力柱

### 其他
- 戰術電筒
- 索帶

### 車輛
機場特警組所使用的警察車輛與一般香港警察車輛相像，機場特警組車頂上會有黃色塗裝以便識別（俗稱：黃頂），然而內部設計及所攜帶的裝備不同。每輛專用警察車輛都有配備特別工具（例如爆破工具）等。
- MERCEDES-BENZ Sprinter 系列衝鋒車
- IVECO Daily 衝鋒車
- TOYOTA Prado 越野車
- TOYOTA Coaster 運員車
- MITSUBISHI Rosa 運員車
- MERCEDES-BENZ Atego 戰術巴士

## 已知行動紀錄
以下為不完全紀錄：
1. 1978年3月9日：中華航空831號班機劫機事件
2. 1999年8月22日：中華航空642號班機空難[46]
3. 2000年7月15日：一名持失效登機證的男子闖入香港國際機場禁區範圍內 ，登上一架新加坡航空載客飛機，機場特警組後將其抬離。
4. 2000年7月31日：一架從日本東京經由臺灣臺北抵達香港的國泰航空波音747廣體客機於準備啟程前往法國巴黎時，被一名手持曲尺手槍的男子由候機室衝入機艙，騎劫飛機[47]。該名疑犯反鎖飛機倉倉門，並且挾持一名清潔女工。機場特警組空群出動，封鎖了14道登機門及將飛機重重包圍，同時疏散群眾；與此同時，召喚全數休班人員返回機場警署集合，於半小時內完成集合[48]。零晨時份，疑犯發出通牒，命令機場特警組於5分鐘內撤退，否則槍殺人質。0時43分，特別任務連登機，警察談判組勸服疑犯，成功營救人質[49][50][51][52][53][54]。
5. 2001年7月21日：一架以色列航空載客飛機由香港飛往以色列耶路撒冷，由於以色列航空過往於外國曾經發生過恐怖襲擊，故此要求香港機場管理局為其劃分出一處獨立區域作為登機櫃檯，同時要求加強警務人員到場協助。故此，機場特警組帶同搜爆犬在以色列航空的登機柜位前進行搜查及戒備，同時封鎖了附近環境[55]。
6. 2002年11月18日：為到訪的中共中央政治局常委、中國國務院總理朱鎔基進行保安任務，於停機坪高度械備[56]。
7. 2004年：一名神志不清的伊朗乘客在香港國際機場禁區範圍內與航空公司職員爭執，加上言語不通，轉而襲擊在場人士，由機場特警組制服。
8. 2008年8月：為2008年夏季奧林匹克運動會馬術比賽的參賽馬匹進行保鑣任務[57]。
9. 2008年12月23日：於香港國際機場範圍內，兩名軍裝巡邏小隊警員徒步巡邏時，發現一名旅客突然暈倒，並且失去知覺。其中一名警員為其施行心肺復蘇術，另外一名警員通訊召援。3名機場特警組人員立刻帶備自動體外心臟去顫器作施救，使其恢復心跳，最終救活。[58]
10. 2010年4月1日：於三號幹線上，為墜橋的傷者施以救援。[59][60][61][62][63][64]
11. 2010年12月9日：於香港國際機場範圍內，制服一名情緒大鬧人士。[65]
12. 2010年12月25日：於香港國際機場範圍內，制服一名鬧事之徒。[66][67]
13. 2011年4月17日至18日，於香港國際機場範圍內，為到訪的俄羅斯總統梅德韋傑夫進行保安任務[68]。
14. 2011年7月23日：為到訪的英格蘭超級足球聯賽布力般流浪足球會足球運動員進行保鑣任務。
15. 2011年8月16日：為到訪的中共中央政治局常委、中國國務院副總理李克強進行保安任務，所有在停機坪準備採訪的記者都需要接受安全檢查，機場特警組逐一登記車上人數及所屬機構，方才批准有關人等進入。[69][70]
16. 2011年10月18日：一名來自澳洲的以色列人懷疑為了取回遺留在香港國際機場捷運系統月台的手提箱，從幕門與列車間的空隙跳落軌道，沿路軌向隧道疾走。事件惹起途人報警，兩名機場特警組人員緝捕時，遭遇激烈反抗，遂使用了胡椒噴霧將其制服拘捕。[71][72][73][74]
17. 2012年2月18日，於香港國際機場範圍內，一名中國大陸男性遊客在5樓轉機大堂等候保安檢查期間，突然情緒失控，頭部猛力狂撼玻璃窗，機場特警組趕至將其制服。[75]
18. 2012年4月28日凌晨7時5分，於香港國際機場南環路海邊，悉破一輛停泊於路邊的廂型車藏有市場價值約200萬港元的大批走私電子貨物，並且將眾疑犯拘捕[76][77]
19. 2012年6月29日：於香港國際機場範圍內，為到訪的中共中央總書記、中國國家主席胡錦濤進行保安任務[78]。
20. 2012年7月28日：由於香港航空有多班航班延誤或取消，大批乘客滯留於香港國際機場內群起鼓譟，兩名男女地勤人員分別於禁區內被人掌摑及潑水等襲擊，情況混亂，機場特警組出動至現場協調軍裝巡邏小隊維持秩序[79]。
21. 2013年4月7日傍6時4分：一架國泰航空客機的機艙門後，橋上一名51歲操作員將登機橋退後及縮回時，登機橋突然猛烈搖晃，繼而底部的零件突然鬆脫，兩秒後，整道登機橋向左翻側倒塌，並且撞向連接商務艙的登機橋，兩道登機橋連帶操作員一同塌下，並且將客機的機艙門扯脫。機場特警組人員率先到場，拯救出被登機橋壓倒被困的操作員[80]，並且為其急救[81][82][83][84]。
22. 2013年8月4日晚上9時許：一名62歲日本遊客在香港國際機場一號客運大樓一樓乘搭香港國際機場旅客捷運系統，擬前往海天客運碼頭，惟因為語文不通，錯誤地登上了前往香港國際機場二號客運大樓的列車，抵埗後甫踏出車廂時知悉登上了其他列車，隨即企圖折返車廂，惟月台幕門於此時關閉。他於是強行地扯開月台幕門及進行車廂，驚動了月台幕門的警號，機場保安有限公司保安人員知悉事件後，唯恐有不尋常事故，遂報告警察，大批機場特警組人員到場了解[85]。
23. 2013年8月14日下午4時許：一名持一樽酒的28歲遊客在轉機大堂突然大聲叫喊，再登上花圃及毀壞盆栽，香港國際機場職員隨即報告警察，數名持防暴盾牌的機場特警組人員將其制服[86]。
24. 2013年8月29日早上11時38分：一名韓國遊客偕同妻兒來到香港旅遊，其間在飛機上醉酒，於入境時在機場禁區意圖闖入外交人員特別通道，又大罵入境事務處人員，其時3名機場特警組人員巡邏經過現場，隨即上前調停，惟該男子突然發狂，趨前企圖搶奪其中一名人員所持的衝鋒槍，於混亂中更一度將槍口指向自己，人員瞬間將其按在地上制服，並且將其拘捕[87][88][89]。
25. 2013年11月20日早晨7時許：在香港國際機場南環路近機場貨運站對開發生交通意外，一名參與港珠澳大橋工程的地盤工人下班後乘搭駁船抵達海傍碼頭，原計劃乘搭機場巴士前往東涌，為其一時心急衝出馬路追遂巴士時，被一輛專門接載香港國際機場職員前往香港市區的旅遊巴士撞倒。其時數名機場特警組人員巡邏經過現場，隨即上前為傷者進行初步治理，及指揮交通[90]。
26. 2019年8月14日凌晨：香港國際機場「警察還眼」集會，後演變成警民衝突。警方應機管局要求進入客運大樓協助帶走傷者期間，遭大批示威者襲擊，十數名訓練中的機場特警組人員戴上防暴裝備和佩槍奉召到一號客運大樓外戒備，逗留約十多分鐘後登警車離去[91]。

## 著名組員
- 李行齊，業餘魔術師
- 鄭柏林，前童星，目前為總督察，擔任反恐特勤隊主管

## 公眾聯繫

### 義工隊
機場特警組擁有其義工隊，經常參與外展等義務活動。

## 流行文化
香港國際機場於暑假期間推出的「小機場大學問．暑期職業探索之旅」活動，讓3至8歲的小朋友化身飛機師、空中服務員、機場特警組人員及記者，以實習生身份試穿制服，接受兩小時「特別訓練」，感受分秒必爭的工作生活。選擇扮演機場特警組人員的小朋友，會被保送到機場內的「挑戰擂台」受訓，挑戰大型體育電玩遊戲，加強體能與反應；小特警又可轉戰「反斗大事件射擊場」，執起玩具手槍練習射擊，改善眼界與速度感。

### 以機場特警組為題材的作品
機場特警組角色一直有在宣傳片、電影及電視劇中亮相，包括《紫雨風暴》（1999年）及《特警新人類》（1999年）、《重裝警察》（1999年）、《保持通話》（2008年）、《女警愛作戰》（2012年）、《機場特警》（2020年）及《守城》（2021年）等等。另外，電影《拆彈專家2》（2020年）亦有不少部份畫面會有機場特警組出現。

## 相關參見
- 特別戰術小隊
- 特別任務連
- 反恐特勤隊
- 鐵路應變部隊
- 要員保護組
- 爆炸品處理課
- 警犬隊
- 警察搜查隊
- 警察談判組
- 鐵路警區應變小組
- 重要基礎設施保安協調中心
- 機場保安有限公司

### 《警聲》
- ASU wants you （页面存档备份，存于）
- 特警隊與機場特警  聯合招募新成員 （页面存档备份，存于）
- 請加入機場特警  接受挑戰 （页面存档备份，存于）
- 特別任務連/機場保安組  招募 2003 （页面存档备份，存于）
- 特別任務連／機場保安組招募 （页面存档备份，存于）
- 機場警區添戰術訓練設施 （页面存档备份，存于）
- 機場特警隊慶祝銀禧紀念 （页面存档备份，存于）
- 特別任務連／機場保安組招募組2004 （页面存档备份，存于）
- 成立三十周年  機場特警舉行慶祝晚會 （页面存档备份，存于）
- 義工消息 （页面存档备份，存于）
- 機場特警組義工隊飛躍葵青 （页面存档备份，存于）
- 機場警區推行「先知先覺保安計劃」 （页面存档备份，存于）
- 機場警區障礙訓練場開幕 （页面存档备份，存于）
- 機場特警組訪倫敦 觀摩機場警務工作 （页面存档备份，存于）

### 《警訊》
- 《警訊》機場特警組特輯 （页面存档备份，存于）
- 《警訊》機場警區機場特警組簡介 （页面存档备份，存于）

### 影片
- 《天空之城》機場特警組特輯 （页面存档备份，存于）